# 8698 Bertilpettersson
A 8698 Bertilpettersson (ideiglenes jelöléssel 1993 FT41) a Naprendszer kisbolygóövében található aszteroida. Az UESAC program keretében fedezték fel 1993. március 19-én.